# Stina Håfström
Gerda Kristina Håfström-Eriksson, känd som Stina Håfström, född 12 april 1915 i Gamla Uppsala församling i Uppsala län, död 25 november 2012 i Burlövs församling i Skåne län, var en svensk konstnär. 
Hon var dotter till handlanden Gustaf Adolf Håfström och Gerda Lindström samt syster till konstnären Erik Håfström, faster till konstnären Jan Håfström och moster till skådespelaren Axel Düberg.
Stina Håfström inledde sina konststudier vid Blombergs målarskola i Stockholm 1933–1934, varefter hon i studerade vid Konsthögskolan 1936–1942 för bland andra Isaac Grünewald och Otte Sköld. År 1945 for hon till Danmark där hon på konstakademien i Köpenhamn studerade för Aksel Jørgensen. Samma år och 1946 tilldelades hon Ester Lindahls stipendium. 
Hon finns representerad i Prins Eugens konstsamlingar på Waldemarsudde, Kalmar Konstmuseum och Moderna Museet i Stockholm.
Stina Håfström var från 1951 gift med konstnären Albert Eriksson (1912–1994).

## Fotnoter
1. ↑  Sveriges befolkning 1980, CD-ROM, Version 1.02, Sveriges Släktforskarförbund (2004).
2. ↑  ”Kalmar konstmuseum”. Arkiverad från originalet den 3 december 2017. https://web.archive.org/web/20171203082713/http://konstdatabas.designarkivet.se/index.php/Detail/Object/Show/object_id/553. Läst 2 december 2017.
3. ↑  Moderna museet
4. ↑  Sveriges Dödbok 1901–2009, DVD-ROM, Version 5.00, Sveriges Släktforskarförbund (2010).